# František Kopecký (politik ČSS)
František Kopecký (30. srpna 1923 Košice – 5. září 1997) byl český a československý politik Československé strany socialistické a poúnorový poslanec Národního shromáždění ČSR.

## Biografie
V roce 1948 se uvádí jako obchodník, bytem Olomouc. Byl tehdy členem krajského předsednictva ČSS v Olomouci.
Po únorovém převratu v roce 1948 patřil k frakci tehdejší národně socialistické strany loajální vůči Komunistické straně Československa, která v národně socialistické straně převzala moc a proměnila ji na Československou socialistickou stranu coby spojence komunistického režimu. Po volbách roku 1948 byl zvolen do Národního shromáždění za ČSS ve volebním kraji Olomouc. Mandát nabyl až dodatečně v prosinci 1950 jako náhradník poté, co zemřel poslanec Ferdinand Richter. V parlamentu setrval jen do března 1951, kdy rezignoval a jeho místo zaujal Jiří Fleyberk.